# Sloanea eichleri
Sloanea eichleri là một loài thực vật có hoa trong họ Côm. Loài này được K.Schum. miêu tả khoa học đầu tiên năm 1886.